# Africalpe
Genre
Africalpe est un genre de Lépidoptères de la famille des Noctuidae.

## Systématique
Le genre Africalpe a été créé en 1939 par l'entomologiste italien, né en Allemagne, Giorgio Krüger (d) (1871-1940) avec comme espèce type Africalpe intrusa.

## Liste des espèces
Selon GBIF (9 octobre 2021) :
- Africalpe intrusa Krüger, 1939
- Africalpe nubifera Hampson, 1907
- Africalpe vagabunda Swinhoe, 1884

Selon BioLib (9 octobre 2021) :
- Africalpe falkneri Hacker & Ebert, 2002
- Africalpe intrusa Krüger, 1939
- Africalpe nubifera (Hampson, 1907)
- Africalpe vagabunda (Swinhoe, 1884)